# Alpine A110 (2017)
Alpine A110 je sportovní automobil s motorem uprostřed a pohonem zadních kol, představený francouzským výrobcem automobilů Alpine na 87. mezinárodním autosalonu v Ženevě v březnu 2017.
Vůz se začal prodávat v kontinentální Evropě na konci roku 2017 a následně v roce 2018 dorazil do Velké Británie, Japonska a Austrálie. Jak názvem, tak designem, odkazuje na původní Alpine A110, vyráběný v letech 1961 až 1977.

## Specifikace

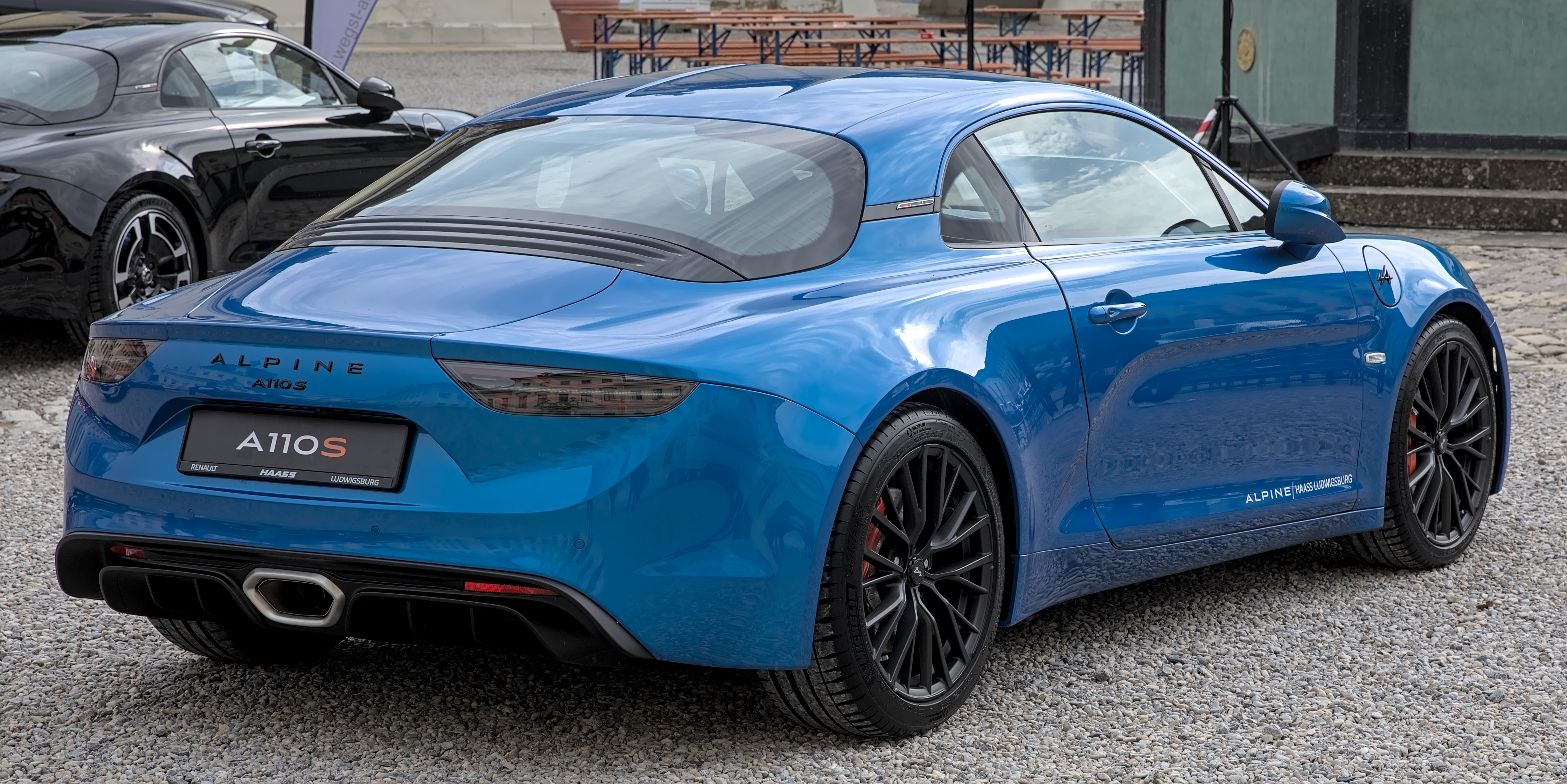
Zadní pohled

Model A110 je postaven na celohliníkové konstrukci a je poháněn 1,8 litrovým čtyřválcovým motorem s turbodmychadlem a přímým vstřikováním spojeným se sedmistupňovou automatickou převodovkou značky Getrag. Motor, vyvinutý koncernem Renault-Nissan a přepracovaný inženýry Alpine, má výkon 249 koňských sil (185 kW). Z 0 na 100 km/h dle výrobce vůz zrychlí za 4,5 sekund. Maximální rychlost je elektronicky omezena na 250 km/h.
A110 je k dispozici ve třech výbavách: Pure, Première a Legende. Základní výbava Pure obsahuje 17-palcová kola z lehkých slitin. Výbava Première, představena jako první a omezena na prvních 1,955 kusů, je vybavena kovanými slitinovými koly, koženými sportovními sedadly Sabelt, parkovací kamerou a speciálním metalickým modrým lakem. Výbava Legende obsahuje nastavitelná sportovní sedadla, černé nebo hnědé kožené čalounění interiéru, vylepšený Hi-Fi zvukový systém a exkluzivní kola. Všechny tři výbavy sdílejí stejný motor a převodovku.

## A110S

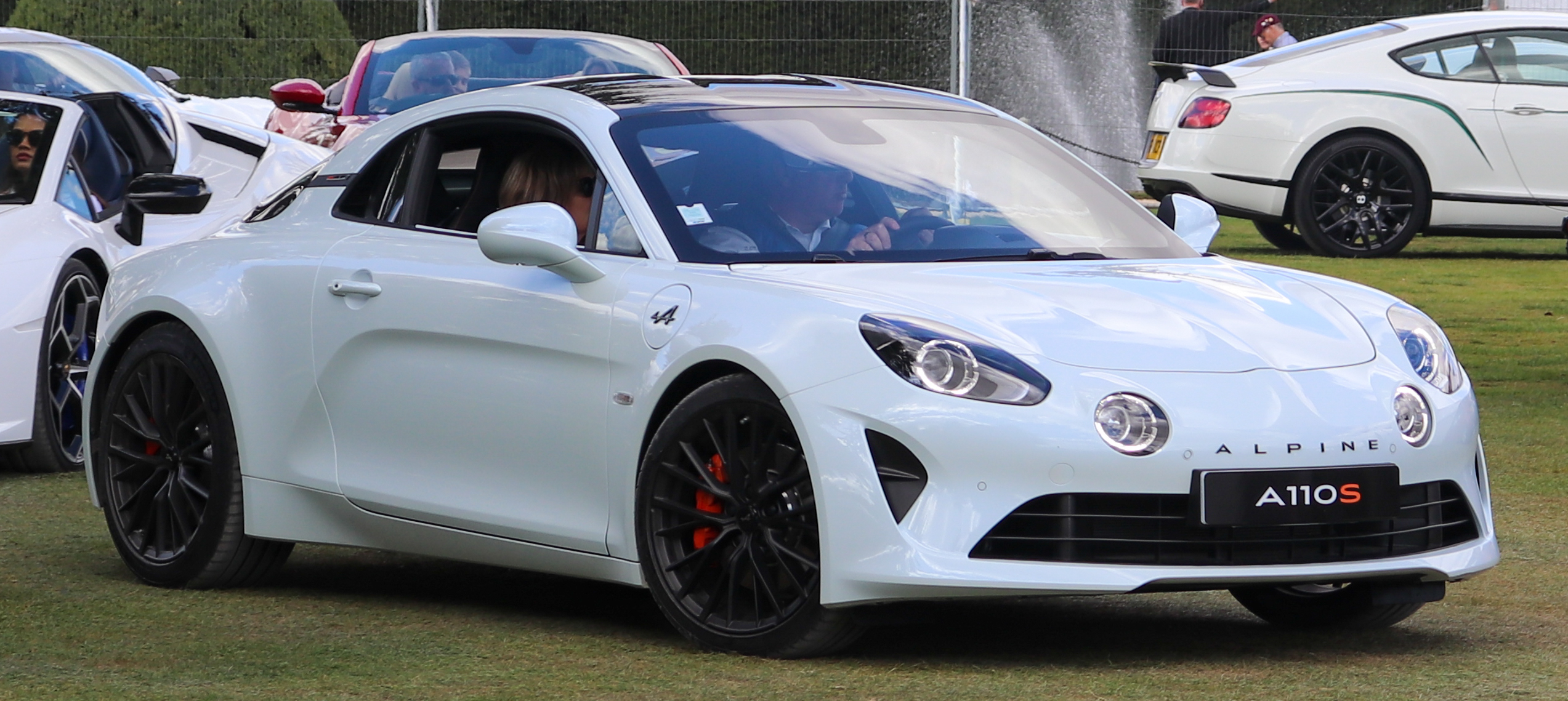
Alpine A110 S

Model představený v červnu 2019, A110S je lehčí a výkonnější varianta A110. Výkon byl zvýšen z 249 na 288 koní (215 kW), vůz dostal tužší pružiny, vylepšený stabilizátor, karbonové keramické brzdy a vylepšené tlumiče. Světlá výška podvozku byla snížena o 4 milimetry. Vůz je vybaven speciálními pneumatikami Michelin Pilot Sport 4, které přispívají k lepší přilnavosti k asfaltu
Mezi estetické změny patří motivy francouzské vlajky na karoserii, oranžové brzdové třmeny, volitelné matné šedé lakování a kola z lehké slitiny značky Fuchs. Volitelná střecha z uhlíkových vláken s lesklým povrchem snižuje váhu vozidla o 1,9 kilogramu na celkových 1,114 kilogramů.

A110S zrychluje z 0 na 100 km/h za 4,4 sekundy a maximální rychlost je elektronicky omezena na 250 km/h.

## V médiích
Vůz přitáhl značnou pozornost v únoru 2018, když auto poskytnuté samotnou automobilkou pro epizodu britského televizního programu Top Gear během natáčení vzplálo. Zasahujícím hasičům se nepodařilo oheň uhasit a vůz kompletně shořel.
James May se k vozu vyjádřil následovně: „Má 248 koní, váží druhou odmocninu ničeho a je to ta nejlepší věc, která přišla z Francie od dob struhadla na sýr Mouli.“ May si vůz koupil v polovině roku 2018 a nazval ho autem roku.
A110 Première se prostřednictvím aktualizace společně se svým předchůdcem objevil v únoru 2018 ve videohře Gran Turismo Sport.
Vůz skončil druhý v anketě Evropské auto roku 2019. Získal stejný počet bodů jako konečný vítěz (Jaguar I-Pace), ale s méně hlasy na prvním místě.